# Maart 2016
Dit artikel geeft een chronologisch overzicht van de belangrijkste gebeurtenissen per dag in de maand maart in het jaar 2016.

## Gebeurtenissen

### 1 maart
- Een Frans onderzoek toont het verband aan tussen het zikavirus en de spierziekte syndroom van Guillain-Barré.
- Het Hoog Commissariaat voor de Vluchtelingen waarschuwt voor een humanitaire crisis in Europa door het EU-beleid inzake de vluchtelingencrisis.
- Uit een rapport van de Belgische Hoge Gezondheidsraad komt naar voren dat België onvoldoende voorbereid is op een grote kernramp zoals de ramp die zich in 2011 het Japanse Fukushima voordeed.
- Het Rode Kruis slaat alarm over de vluchtelingensituatie in Griekenland en roept Europese landen op om dat land te helpen met de opvang van vluchtelingen. In Griekenland zijn tienduizenden vluchtelingen gestrand doordat ze vanwege de onder andere door Macedonië aangescherpte grenscontroles niet verder kunnen.
- VN-gezant Staffan de Mistura stelt het Syrië-vredesoverleg in Genève met twee dagen uit.
- De Braziliaanse politie pakt de vicepresident van de Zuid-Amerikaanse tak van Facebook op na weigering inzage te geven in de WhatsApp-berichten van een vermeende drugsdealer.

### 2 maart
- De Amerikaanse presidentskandidaten Hillary Clinton en Donald Trump winnen de voorverkiezingen op Super Tuesday.
- Israëlische militairen schieten twee minderjarige Palestijnse aanvallers dood op de Westelijke Jordaanoever.
- De Duitse mededingingsautoriteit Bundeskartellamt begint een onderzoek naar Facebook wegens vermeende schending van de Duitse privacywet.
- De Golfstaten zetten de Libanese militante beweging Hezbollah op de lijst van terroristische organisaties.
- Het Syrisch Observatorium voor de Mensenrechten en een rebellengroep melden schendingen van wapenstilstand door het Syrische regeringsleger en de Russen.
- Een aardbeving met een kracht van 7,9 op de schaal van Richter treft de Indonesische kust bij Sumatra.
- De VN-Veiligheidsraad legt Noord-Korea strenge sancties op wegens een eerdere test met een waterstofbom en de lancering van een langeafstandsraket. Het zijn de strengste sancties in twintig jaar, die een controle inhouden van alle goederen die Noord-Korea in- en uitvoert.
- De Europese Commissie stelt een extra bedrag van 700 miljoen euro uit voor humanitaire hulp voor vluchtelingen die zich bevinden binnen de grenzen van de Europese Unie.
- De Braziliaanse politie laat de vicepresident van de Zuid-Amerikaanse tak van Facebook weer op vrije voeten na een bevel van de rechter.

### 3 maart
- Volgens de Verenigde Naties heeft de burgeroorlog in Zuid-Soedan de afgelopen twee jaar aan zeker 50.000 mensen het leven gekost.
- Noord-Korea schiet zes korteafstandsprojectielen in zee als reactie op de sancties die door de VN-Veiligheidsraad zijn ingesteld.
- Mensenrechtenorganisatie Amnesty International beschuldigt de Syrische president Assad en zijn bondgenoot Rusland ervan dat zij bewust ziekenhuizen aanvallen.
- Bij een aanslag bij een politiebureau in de Turkse stad Istanboel komen de twee vrouwelijke aanslagplegers om het leven.[1]
- Vluchtelingen bezetten het spoor bij de Macedonische grens met Griekenland als protest tegen het toelatingsbeleid van Macedonië.
- De Europese Commissie stemt in met de aanleg van de Trans-Adriatische Pijpleiding die van Azerbeidzjan naar Europa loopt.
- Tijdens een gevangenisopstand in Guyana komen zeker zestien gedetineerden om het leven door brand.
- De Zimbabwaanse president Mugabe maakt bekend de hele diamantindustrie te nationaliseren.

### 4 maart
- De Noord-Koreaanse leider Kim Jong-un beveelt het leger in staat van paraatheid te zijn om kernwapens te gebruiken.
- Bij een PKK-aanslag in het zuidoosten van Turkije vallen twee doden.
- Libische veiligheidstroepen bevrijden twee Italiaanse gijzelaars die medio vorig jaar in het Noord-Afrikaanse land werden ontvoerd. Bij de bevrijdingsactie komen twee andere Italiaanse gijzelaars om het leven.
- Terroristen schieten zestien mensen dood in een bejaardentehuis in Jemen.
- De Belgische regering zet het leger in om de drie kerncentrales (Doel, Mol en Tihange) in het land te bewaken.
- De rechtbank in Istanboel plaatst de Turkse krant Zaman onder staatstoezicht.
- De Amerikaanse presidentskandidaat Ben Carson stapt uit de Republikeinse race.

### 5 maart
- Op 'Super Saturday' winnen Donald Trump en Ted Cruz bij de Republikeinse voorverkiezingen elk twee staten: Louisiana en Kentucky voor Trump, Kansas en Maine voor Cruz. Bij de Democraten wint Bernie Sanders Kansas en Nebraska, terwijl Hillary Clinton wint in Louisiana, waar echter wel de meeste afgevaardigden te winnen waren.
- De Zwitser Fabian Cancellara wint voor de derde maal in zijn carrière de wielerwedstrijd Strade Bianche, vóór Zdeněk Štybar en Gianluca Brambilla.
- In de Macedonische hoofdstad Skopje breken er rellen uit tussen orthodox-christelijke Macedoniërs en etnische islamitische Albanezen na de plaatsing van een 55 meter hoog kruis als reactie op de plaatsing van een grote adelaar.
- In de eerste week van het staakt-het-vuren in Syrië zijn volgens het Syrisch Observatorium voor de Mensenrechten 687 mensen om het leven gekomen.
- Terreurgroep Taliban neemt geen deel aan de vredesbesprekingen over Afghanistan.
- Een criminele bende schiet zeker 28 mijnwerkers dood in het zuidoosten van Venezuela.
- De Slowaakse sociaaldemocratische partij Smer van premier Robert Fico verliest haar absolute meerderheid in het parlement.

### 6 maart
- Vanaf de vliegbasis Eindhoven vertrekt een transportvliegtuig van de Nederlandse Koninklijke Luchtmacht met aan boord 25 ton aan hulpgoederen voor Griekenland.
- Nep-politieagenten schieten tien mensen dood in een biljartzaal in de Hondurese hoofdstad Tegucigalpa.
- Een rechtbank in Iran veroordeelt de Iraanse miljardair Babak Zanjani tot de doodstraf wegens het verduisteren en witwassen van oliegelden die afkomstig zijn uit het omzeilen van de olieboycot die tegen het land van kracht was.
- Bij een aanslag op een politiecontrolepost bij de ruïnes van Babylon in het zuidwesten van Irak komen zeker zestig mensen om het leven. Terreurgroep IS eist de verantwoordelijkheid voor de aanslag op.
- Een bootongeluk voor de kust van Turkije kost aan achttien vluchtelingen het leven.
- Macedonië laat vluchtelingen uit de Syrische hoofdstad Damascus niet toe omdat daar volgens het land geen oorlog is. Dat melden twee anonieme Griekse politiefunctionarissen.
- De Nederlandse schaatser Sven Kramer verovert zijn achtste wereldtitel allround in Berlijn.

### 7 maart
- Noord-Korea dreigt onder andere met een aanval met kernwapens op buurland Zuid-Korea en Amerikaanse doelen.
- In Brussel gaat een EU-Turkije-top over de vluchtelingencrisis van start.
- De Franse politie begint met de ontruiming van het vluchtelingenkamp in Duinkerke.
- De Syrische oppositie is bereid om opnieuw deel te nemen aan de vredesbesprekingen over Syrië in Genève.
- Bij gevechten tussen islamitische strijders en Tunesische militairen in het zuiden van het land vallen zeker 45 doden.
- Bij een Amerikaanse drone-aanval op een trainingskamp van terreurgroep Al-Shabaab in het oosten van Somalië komen 150 strijders van de terreurgroep om het leven.
- Een rechtbank in Istanboel stelt Turkse persbureau Cihan onder staatstoezicht.

### 8 maart
- Onderhandelingen tussen de Europese Unie (EU) en Turkije over de vluchtelingencrisis resulteren in een principeakkoord. Het akkoord behelst onder meer dat de EU-landen geregistreerde Syrische vluchtelingen van Turkije overneemt en dat Turkije illegale vluchtelingen die via dat land Europa zijn binnengekomen terugneemt.
- In Slowakije gaan duizenden mensen de straat op om te protesteren tegen de nationalistische volkspartij Slowaakse Nationale Partij die bij de verkiezingen van 5 maart 8 procent van de stemmen kreeg.
- De gouverneur van de Indonesische provincie Riau roept de noodtoestand uit op het eiland Sumatra vanwege aangestoken bosbranden. (Lees verder)
- Zuid-Korea stelt sancties in tegen buurland Noord-Korea.
- De Koninklijke Nederlandse Redding Maatschappij gaat Griekse vrijwilligers opleiden om bootvluchtelingen uit de Egeïsche Zee te redden.
- De Baltische staten plaatsen hekken aan hun oostelijke grenzen en voeren daar verscherpte grenscontroles in.
- Bij meerdere steekpartijen en een schietpartij in Israël komen drie Palestijnen en een Amerikaanse toerist om het leven.
- Servië, Slovenië en Kroatië sluiten de Balkanroute af voor vluchtelingen zonder geldige reispapieren.
- De Canadese regering is bereid om dit jaar tussen de 280.000 en 305.000 permanente verblijfsvergunningen te verstrekken aan vluchtelingen uit name Syrië. Dat meldt de Canadese minister van Immigratie John McCallum.

### 9 maart
- In Indonesië vindt een volledige zonsverduistering plaats.
- De Noord-Koreaanse leider Kim Jong-un zegt dat zijn land kleine kernkoppen bezit.
- Op Super Tuesday 2 wint de Amerikaanse presidentskandidaat Donald Trump de Republikeinse voorverkiezingen in de staten Michigan, Mississippi en Hawaï; zijn opponent Ted Cruz wint in Idaho. Bij de Democratische voorverkiezingen wint Hillary Clinton met een ruime meerderheid in de zuidelijke staat Mississippi. Haar Democratische tegenkandidaat Bernie Sanders wint met een kleine marge van 2 procent in Michigan.
- Duitse wetenschappers ontdekken een nieuwe kikkersoort in het Andesgebergte in Colombia. De nieuwe soort kreeg de wetenschappelijke naam Pristimantis macrummendozai.
- Iran test twee langeafstandsraketten die in staat zijn Israël te bereiken. In reactie hierop stapt de Verenigde Staten naar de VN-Veiligheidsraad.
- Het Poolse Constitutionele Hof oordeelt dat een wet die zijn macht beperkt in strijd is met de grondwet.
- Het Turkse leger rondt een drie maanden durende militaire operatie tegen Koerdische militanten in de stad Diyarbakır af.
- Macedonië sluit zijn grenzen volledig af voor alle vluchtelingen. Daarmee gaat de Balkanroute geheel op slot.
- In Frankrijk gaan tienduizenden mensen de straat op om te demonstreren tegen een nieuwe wet om onder meer het ontslagrecht te versoepelen.

### 10 maart
- De Nederlandse minister Schippers van Volksgezondheid stelt als beschermende maatregel in dat zwangere vrouwen en alle minderjarigen die in een straal van 100 kilometer van een kerncentrale wonen jodiumtabletten krijgen.
- Een ex-IS-strijder speelt de persoonsgegevens van ongeveer 22.000 IS-strijders door aan de Britse nieuwszender Sky News.
- De Braziliaanse oud-president Lula is officieel aangeklaagd wegens witwaspraktijken en corruptie bij het staatsoliemaatschappij Petrobras.
- De Europese Centrale Bank verlaagt de belangrijkste rente in de eurozone van 0,05 naar 0 procent en verhoogt het opkoopprogramma van staats- en bedrijfsobligaties van 60 naar 80 miljard euro per maand vanaf april. (Lees verder)
- Een groot deel van de Perito Morenogletsjer in Argentinië breekt af.

### 11 maart
- Cuba tekent een samenwerkingsverdrag met de Europese Unie.
- De Europese Unie (EU) gaat 6.000 vluchtelingen per maand van Griekenland naar andere EU-lidstaten overhevelen.
- Overstromingen in de Amerikaanse staat Louisiana eisen aan minstens drie mensen het leven. De gouverneur van de staat roept de noodtoestand uit vanwege het noodweer.
- Uit een VN-rapport komt naar voren dat het Zuid-Soedanese leger zich schuldig maakt aan verkrachting en moord op grote schaal.
- De Angolese president José Eduardo dos Santos kondigt aan te zullen opstappen in 2018. Hij is sinds 1979 aan de macht.
- Een rechtbank in Curaçao veroordeelt oud-premier Gerrit Schotte tot een gevangenisstraf van drie jaar wegens omkoping, valsheid in geschrifte en witwassen.
- Overstromingen en aardverschuivingen in de Braziliaanse staat São Paulo eisen aan vijftien  mensen het leven.

### 12 maart
- Een lawine in de Italiaanse Alpen eist aan zes skiërs het leven.
- In meerdere Poolse steden nemen tienduizenden mensen deel aan demonstraties tegen de regering van het land.
- Syrische rebellen schieten een gevechtsvliegtuig van het Syrische leger boven de provincie Hama uit de lucht. Volgens het regime van Assad schenden de rebellen hiermee de afgesproken wapenstilstand.
- In de Belgische stad Antwerpen gaan ongeveer 800 mensen de straat op om te demonstreren tegen het langer openhouden van de kerncentrales Doel 1 en 2.

### 13 maart
- Op 'Supersonntag' behaalt de Duitse anti-immigratiepartij Alternative für Deutschland een winst van 12 tot 24% bij de deelstaatsverkiezingen in Baden-Württemberg, Saksen-Anhalt en Rijnland-Palts.
- De Spaanse krant El País meldt dat in juni vorig jaar vijf schilderijen van de Iers-Britse kunstschilder Francis Bacon zijn gestolen.
- Ruim twee miljoen mensen gaan in Marokko de straat op om te demonstreren tegen de uitspraak van VN-secretaris-generaal Ban Ki-moon dat de door het Noord-Afrikaanse land ingelijfde Westelijke Sahara een bezet gebied is.
- Bij een aanslag door gewapende mannen op een strand bij drie hotels in de Ivoriaanse badplaats Grand-Bassam komen veertien burgers, twee militairen en zes aanslagplegers om het leven. Terreurgroep Al Qaida in de Islamitische Maghreb eist de aanslag op.
- Bij een bomaanslag in het centrum van de Turkse hoofdstad Ankara vallen meer dan dertig doden.[2] De militante Koerdische beweging TAK eist de aanslag op.
- In het hoofdkantoor van de Thaise Siam Commercial Bank in Bangkok komen acht mensen om het leven doordat een blusgasinstallatie afging zonder dat er brand was.
- In achttien Braziliaanse steden gaan tienduizenden demonstranten de straat op om het vertrek van president Rousseff te eisen vanwege het corruptieschandaal bij de staatsoliemaatschappij Petrobras en de diepe recessie waarin het land verkeert.

### 14 maart
- Bij schietpartijen tussen de Mexicaanse politie en bendeleden bij de Amerikaanse grens komen tien misdadigers om het leven.
- Volgens het Syrisch Observatorium voor de Mensenrechten is Omar al-Shishani, de militair commandant van Islamitische Staat, klinisch dood na zwaar gewond te zijn geraakt na een Amerikaanse luchtaanval.
- Israëlische militairen schieten drie Palestijnse aanvallers dood op Westelijke Jordaanoever.
- Turkse gevechtsvliegtuigen bombarderen achttien PKK-doelen in Noord-Irak. Hierbij komen 45 PKK-strijders om het leven.
- Thailand kampt met de ergste droogte in twintig jaar.
- Honderden vluchtelingen vluchten uit een modderige tentenkamp in het noorden van Griekenland via een rivier naar Macedonië. Tijdens de vlucht verdrinken drie vluchtelingen.
- De Nederlandse geheime diensten AIVD en MIVD hebben vlak voor Prinsjesdag een terreuraanslag op de Tweede Kamer verijdeld dankzij informaties en tips van een advocaat. Dat meldt De Telegraaf.

### 15 maart
- De Russische president Poetin haalt het grootste deel van de troepen weg uit Syrië.
- Macedonië stuurt honderden vluchtelingen die illegaal de grens zijn overgestoken terug naar Griekenland.
- Een meerderheid in het Myanmarees parlement kiest Htin Kyaw tot nieuwe president van het land. Hij is de eerste burgerpresident na 50 jaar militair bewind.
- Bij een politie-inval in een flatwoning in de Brusselse gemeente Vorst komt een Algerijns IS-lid om het leven.
- Het Pentagon bevestigt het overlijden van Omar al-Shishani, de militair commandant van terreurgroep IS.
- De Braziliaanse oud-president Lula accepteert een ministerspost in het kabinet-Rousseff. Daarmee wordt hij onschendbaar en kan niet worden vervolgd voor corruptie.
- Israël eigent zich 240 hectare grond toe op de Westelijke Jordaanoever en bestempelt het tot staatseigendom. In reactie hierop roept de Palestijnse vredesonderhandelaar Saeb Erekat de internationale gemeenschap op om het grond pikken te veroordelen.
- Bij bombardementen door de internationale coalitie onder leiding van Saoedi-Arabië op een markt in de Jemenitische provincie Haja komen zeker 41 mensen om het leven.

### 16 maart
- De Republikeinse presidentskandidaat Marco Rubio stapt uit de race voor het presidentschap van de Verenigde Staten na zijn verlies in zijn thuisstaat Florida.
- Voor het eerst heeft iemand het zikavirus opgelopen in Cuba.
- Een rechtbank in Noord-Korea veroordeelt een 21-jarige Amerikaanse student tot vijftien jaar dwangarbeid wegens het stelen van een vlag uit een hotel.
- Bij een zelfmoordaanslag op een moskee in het noordoosten van Nigeria komen 22 mensen om het leven.
- Wereldvoetbalbond FIFA bevestigt dat de WK's van 1998 en 2010 in respectievelijk Frankrijk en Zuid-Afrika met smeergeld zijn binnengehaald en eist tientallen miljoenen dollars aan smeergeld terug. (Lees verder)
- De Koerden kondigen de invoering van een federaal systeem in het door hen gecontroleerde noorden van Syrië aan.
- Vijf topjudoka's willen dat Deborah Gravenstijn opstapt als bestuurslid bij de Judo Bond Nederland. Dat schrijven ze in een open brief, die wordt gepubliceerd door de NOS.
- De rechtbank Overijssel spreekt het faillissement over de thuiszorgorganisatie TSN uit.
- De Deutsche Börse en de London Stock Exchange sluiten een akkoord over een fusie tussen de twee beursbedrijven.
- De Britse regering voert een suikertaks in op frisdrank in de strijd tegen obesitas.
- De ontruiming van het zuidelijke deel van het vluchtelingenkamp 'jungle van Calais' is afgerond.

### 17 maart
- In verschillende Braziliaanse steden gaan duizenden mensen de straat op om te protesteren tegen de benoeming van oud-president Lula tot stafchef van het kabinet-Rousseff.
- In Brussel gaat een EU-top over de vluchtelingencrisis van start.
- Ongeveer 500 Palestijnen raken dakloos nadat het Israëlische leger hun huizen en tenten heeft gesloopt. In totaal ging het om 383 bouwwerken, waarvan er 121 gefinancierd door internationale donoren.
- De hulporganisaties Dokters van de Wereld, Oxfam Novib, Save the Children en Stichting Vluchteling luiden de noodklok over het EU-vluchtelingenbeleid. Ook keuren de hulporganisaties het principeakkoord tussen Turkije en de Europese Unie af.
- Archeologen leggen een begraafplaats uit de IJzertijd bloot in het Verenigd Koninkrijk.
- Israëlische militairen schieten twee Palestijnse mesaanvallers dood op de Westelijke Jordaanoever.
- Archeologen ontdekken twee nieuwe ruimtes in de graftombe van de Egyptische farao Toetanchamon.
- Volgens de Amerikaanse minister van Buitenlandse Zaken John Kerry pleegt terreurgroep IS genocide op jezidi's, sjiitische moslims en christenen in Irak en Syrië.
- Een Braziliaanse federale rechter schort de benoeming van oud-president Lula tot stafchef van de regering Rousseff op.
- De Brit Andrew Wiles krijgt de Abelprijs voor zijn bewijs van de stelling van Fermat.

### 18 maart
- Noord-Korea lanceert opnieuw twee raketten. Het gaat om middellangeafstandsraketten die Japan en Zuid-Korea kunnen bereiken.
- De rechtszaak tegen PVV-leider Geert Wilders naar aanleiding van zijn minder Marokkanen-uitspraak gaat van start.
- Volgens de Verenigde Naties hebben ongeveer 30.000 mensen in de stad Donetsk in het oosten van Oekraïne minder toegang tot schoon drinkwater. De organisatie doet daarom een beroep op de strijdende partijen om de toegang tot schoon drinkwater in die stad veilig te stellen.
- De hoge commissaris voor mensenrechten van de Verenigde Naties, Zeid Ra'ad al-Hussein, beschuldigt de internationale coalitie onder leiding Saoedi-Arabië van misdrijven in Jemen. Volgens hem is de coalitie verantwoordelijk voor twee keer zoveel burgerslachtoffers als alle strijdende partijen bij elkaar.
- Turkije en de Europese Unie (EU) bereiken een akkoord over de vluchtelingenproblematiek. Het akkoord behelst onder meer dat Turkije illegale vluchtelingen die na zondag in Griekenland aankomen terugneemt, waarna ze na registratie worden verdeeld over een aantal EU-lidstaten. In ruil hiervoor krijgt Turkije drie miljard euro extra voor de opvang van vluchtelingen en kunnen Turken dit jaar visumvrij door EU-landen reizen.
- Bij een anti-terreuractie in de Belgische gemeente Molenbeek wordt de voortvluchtige Belgisch-Franse terrorist Salah Abdeslam opgepakt door de politie. Frankrijk vraagt zijn uitlevering wegens zijn betrokkenheid bij de terreuraanslagen in Parijs in november vorig jaar.
- De rechtbank in Rio de Janeiro oordeelt voor de tweede keer dat bezwaren tegen de benoeming van oud-president Lula tot chef-staf van het kabinet-Rousseff ongegrond zijn.

### 19 maart
- Een Boeing 737 van Flydubai met aan boord 55 passagiers en 7 bemanningsleden stort neer in de Russische stad Rostov. Hierbij komen alle inzittenden om het leven.
- Bij Syrische en Russische bombardementen op respectievelijk Raqqa en Palmyra vallen tientallen doden. Dat meldt het Syrisch Observatorium voor de Mensenrechten.
- Een rechter van het Braziliaanse Hooggerechtshof schorst de benoeming van oud-president Lula tot chef-staf van het kabinet-Rousseff nogmaals op.
- Bij een zelfmoordaanslag in het centrum van Istanboel vallen vijf doden en meer dan dertig gewonden, waaronder twaalf toeristen.[3] (Lees verder)
- Negen Cubaanse bootvluchtelingen verdrinken tijdens de overtocht van Cuba naar de Verenigde Staten; achttien anderen worden gered door de bemanningsleden van een cruiseschip.
- Zeker dertig Afrikaanse bootvluchtelingen verdrinken voor de kust van Libië.
- Deborah Gravenstijn stapt onder grote druk op als bestuurslid bij de Judo Bond Nederland. Daardoor kan de voormalige directeur topsport Henry Bonnes weer terugkeren.
- Bij een aanslag met een mortiergranaat op een controlepost in de Sinaïwoestijn komen dertien Egyptische politieagenten om het leven. Terreurgroep IS eist de verantwoordelijkheid voor de aanslag op.

### 20 maart
- Bij een ongeluk met een propellervliegtuig in het noorden van de Braziliaanse staat São Paulo komen zeven mensen om het leven, waaronder de voormalig president-directeur van mijnbouwbedrijf Vale Roger Agnelli.
- Frankrijk voert verscherpte grenscontroles in na de arrestatie van terreurverdachte Salah Abdeslam.
- Bij rellen tussen twee groepen voetbalsupporters in Marokko vallen twee doden en tientallen gewonden.
- Bij een frontale botsing tussen een bus en een personenauto in de Spaanse stad Tarragona komen dertien studenten om het leven.
- De Verenigde Naties haalt tientallen medewerkers terug uit de Westelijke Sahara.
- Iran exporteert voor het eerst gas naar het buitenland.
- Bij een ongeluk met een legerhelikopter in de Indonesische stad Poso komen twaalf Indonesische militairen om het leven.
- De Amerikaanse president Obama begint aan een bezoek aan Cuba. Hij is daarmee de eerste president van de Verenigde Staten in 88 jaar die het Caraïbische land bezoekt.
- Viktoryja Azarenka wint het prestigieuze tennistoernooi van Indian Wells. De als dertiende geplaatste speelster uit Wit-Rusland is in de finale te sterk voor de Amerikaanse favoriete Serena Williams: 6-4 en  6-4.

### 21 maart
- Braziliaanse oud-president Lula gaat in beroep tegen de beslissing van een rechter van het hooggerechtshof om zijn benoeming tot stafchef van het kabinet-Rousseff op te schorten.
- De Australische autoriteiten stellen de hoogste alarmfase voor het koraal van het Great Barrier Reef omdat steeds meer koraal getroffen wordt door het warme zeewater.
- Noord-Korea vuurt opnieuw een raket af en schiet meerdere korteafstandsprojectielen in zee.
- Een Russische rechtbank acht de Oekraïense gevechtspilote Nadja Savtsjenko schuldig aan de moord op twee Russische journalisten in 2014.
- Een geheime operatie door het Joods Agentschap brengt zeventien Jemenitische Joden naar Israël.
- Het Internationaal Strafhof in Den Haag acht de Congolese zakenman en politicus Jean-Pierre Bemba schuldig aan oorlogsmisdaden en misdaden tegen de menselijkheid.
- Het Rode Kruis vraagt om financiële hulp voor duizenden Mongoolse herders die in financiële problemen verkeren door massale veesterfte wegens een strenge winter met temperaturen van -46 graden.
- Een Britse rechter veroordeelt de Nederlandse beachvolleyballer Steven van de Velde tot een gevangenisstraf van vier jaar wegens het hebben van seks met een twaalfjarig Brits meisje. Volgens de Britse wet is seks met een minderjarige verkrachting.

### 22 maart
- Bij terreuraanslagen op de luchthaven Zaventem en het Brusselse metrostation Maalbeek vallen tientallen doden en meer dan honderd gewonden. Terreurgroep IS eist de verantwoordelijkheid voor de aanslagen in België op. (Lees verder)
- Het zikavirus duikt op in Zuid-Korea.
- De Myanmarese president Htin Kyaw draagt Nobelprijswinnares Aung San Suu Kyi aan voor een ministerpost in zijn kabinet.
- Uit onderzoek van de Inspectie Veiligheid en Justitie naar aanleiding van de dood van de Arubaan Mitch Henriquez door het handelen van de Nederlandse politie komt naar voren dat het gebruik van de nekklem bij arrestaties door de politie toegestaan blijft.
- De ethische commissie van de FIFA gaat onderzoeken of er bij de toewijzing van het WK aan Duitsland in 2006 sprake was van omkoping.
- Het Voedingscentrum onthult de vijfde versie van de Schijf van Vijf die gebaseerd is op de richtlijnen van de Gezondheidsraad. Daarin aanbeveelt het Voedingscentrum onder andere om meer groenten en minder (rood) vlees te eten.
- In Guinee bezwijkt een vijfde persoon aan de gevolgen van ebola. Omdat het ebolavirus weer de kop heeft opgestoken in Guinee sluit Liberia de grens met het buurland.

### 23 maart
- Tientallen strijders van de Jemenitische tak van al Qaida komen om het leven bij een Amerikaanse luchtaanval.
- De EU-ministers komen bijeen om de aanslagen in België te bespreken.
- De Wereldbank keert een lening van omgerekend 450 miljoen euro aan China ter financiering van projecten om de luchtvervuiling in en rondom Peking te verminderen.

### 24 maart
- De Slowaakse premier Robert Fico wordt beëdigd voor een nieuwe termijn nadat hij in een coalitie met drie kleine partijen wist te smeden.
- Bij een ongeluk in een kolenmijn in het noorden van China komen zeker negentien mensen om het leven.
- Het Iraakse leger begint met Amerikaanse luchtsteun een offensief tegen terreurgroep IS in Mosul.
- De Mensenrechtenraad van de Verenigde Naties start een onderzoek naar mogelijke misdaden tegen de menselijkheid door Noord-Korea.
- De gekkekoeienziekte duikt voor het eerst in vier jaar weer op in Frankrijk.
- Het Syrische regeringsleger trekt de ruïnestad Palmyra binnen. Dat meldt de Syrische staatstelevisie.
- Het Joegoslavië-tribunaal veroordeelt Radovan Karadžić tot een gevangenisstraf van veertig jaar wegens genocide tijdens de Joegoslavische oorlogen.
- Gele koorts eist aan 178 mensen het leven in Angola. Dat meldt de Wereldgezondheidsorganisatie.

### 25 maart
- Het Syrische regeringsleger herovert een deel van de ruïnestad Palmyra op terreurgroep IS met Russische luchtsteun.
- De Amerikaanse en Mexicaanse politie ontdekken een tunnel die gebruikt werd om drugs over de grens tussen de beide landen te smokkelen.
- Bij een frontale botsing tussen een minibus en een vrachtwagen in het midden van Frankrijk vallen twaalf doden.
- Bij een aanslag in een voetbalstadion in de Iraakse stad Iskandariya komen ongeveer veertig mensen om het leven. Terreurgroep IS eist de verantwoordelijkheid voor de aanslag op.
- Bij een drievoudige zelfmoordaanslag op een legerkamp in de Jemenitische stad Aden vallen zeker 22 doden.
- De ACM geeft toestemming voor overname van de failliete sportwinkelketens Perry Sport en Aktiesport door het Britse bedrijf JD Sports.

### 26 maart
- Griekenland begint met de ontmanteling van het modderig vluchtelingententenkamp bij Idomeni aan de Macedonische grens.
- Een patiënt die vond dat hij niet snel genoeg werd geholpen schiet een beveiliger van het Academisch Ziekenhuis Paramaribo dood.
- In de Jemenitische hoofdstad Sanaa gaan tienduizenden mensen de straat op om te protesteren tegen de Saudische bombardementen in het land.

### 27 maart
- Het Syrische regeringsleger herovert de ruïnestad Palmyra in zijn geheel op de terreurgroep IS. Bij gevechten om de ruïnestad kwamen tientallen Syrische militairen en ruim vierhonderd IS-strijders om het leven.
- De Italiaanse politie pakt een Algerijn op die ervan wordt verdacht paspoorten te hebben vervalst voor de plegers van de aanslagen in Parijs en Brussel.
- Bij een zelfmoordaanslag gericht tegen christenen in de Pakistaanse stad Lahore vallen zeker zeventig doden. De aanslag wordt opgeëist door een afdeling van de taliban. (Lees verder)
- De Nederlandse judoka's behalen op de slotdag van de Grand Prix van Tbilisi nog eens twee gouden en een zilveren plak. Marhinde Verkerk en Noël van 't End winnen in hun gewichtsklassen nadat een dag eerder Kim Polling al voor het eerste goud had gezorgd. Roy Meyer gaat naar huis met zilver.

### 28 maart
- Japan opent een radarpost bij de betwiste Senkaku-eilanden om te voorkomen dat China de voorraad olie en gas rond de eilanden gaat ontginnen.
- De Malinese politie arresteert twee verdachten die ervan worden verdacht dat ze betrokken waren bij de dodelijke aanslagen op een strandplaats bij de drie hotels in Ivoorkust op 13 maart jongstleden.
- De Oostenrijkse kolonel van de Waffen-SS Otto Skorzeny zit achter de onopgeloste moord op de Duitse raketgeleerde Heinz Krug. Hij zou de moord hebben gepleegd na een deal te hebben gesloten met de Israëlische inlichtingendienst Mossad. Dat meldt de Israëlische krant Haaretz op basis van gesprekken met voormalige Mossad-medewerkers.
- In de Taiwanese hoofdstad Taipei onthoofdt een psychiatrische patiënt een 4-jarig meisje.
- De storm in het Verenigd Koninkrijk eist het leven van een 7-jarig meisje. Als gevolg van de storm zitten duizenden Britse huishoudens zonder stroom.
- Het Macedonische parlement besluit om de noodtoestand in het land te verlengen, waardoor de grens met Griekenland en Servië dicht blijft tot minstens eind van dit jaar.
- De oud-Hondurese president Rafael Callejas bekent schuld in de corruptieschandaal bij de wereldvoetbalbond FIFA.

### 29 maart
- De Amerikaanse inlichtingendienst FBI krijgt zonder hulp van het elektronicabedrijf Apple toegang tot de iPhone van de terrorist Syed Farook die samen met zijn vrouw veertien mensen doodschoot in een zorgcentrum in San Bernardino begin december vorig jaar.
- De regeringspartijen in Oekraïne bereiken een voorlopig akkoord over de vorming van een nieuwe coalitie.
- Uit luchtonderzoek blijkt dat 95 procent van het noordelijke gedeelte van het koraal van het Groot Barrièrerif ernstig aangetast is.
- Noord-Korea lanceert een korteafstandsraket. Dat meldt buurland Zuid-Korea.
- Een meerderheid in de Nederlandse Tweede Kamer gaat akkoord met het PvdA-plan om vanaf 2025 alleen duurzame nieuwe auto's te verkopen.
- De Wereldgezondheidsorganisatie meldt dat het ebolavirus geen bedreiging meer vormt voor de  internationale volksgezondheid.
- De Italiaanse marine redt bij elf reddingsoperaties in het Kanaal van Sicilië meer dan 1500 bootvluchtelingen.
- De Braziliaanse Democratische Beweging Partij (PMDB) stapt uit de regeringscoalitie van president Dilma Rousseff.

### 30 maart
- Bij een ongeluk met privévliegtuig in Canada komen zeven mensen om het leven, waaronder de oud-minister van Transport Jean Lapierre.
- De NLD-politicus Htin Kyaw is beëdigd als president van Myanmar.
- VN-secretaris-generaal Ban Ki-moon doet een beroep op de internationale solidariteit en roept landen op in de komende drie jaar 480.000 Syrische vluchtelingen op te nemen.
- De Franse president Hollande ziet ervan af om veroordeelde terroristen met een dubbele nationaliteit hun Franse paspoort af te pakken na het uitblijven van een politiek akkoord.
- In China zijn veel rivieren vervuild met antibiotica.
- De vorming van een brede regeringscoalitie van nationale eenheid in Libië is mislukt.
- De Colombiaanse regering en de rebellengroep ELN beginnen vredesgesprekken.
- De Turkse regering blokkeert de websites van de Amerikaanse en Europese edities van de genationaliseerde krant Zaman.

### 31 maart
- De autoriteiten in Mexico-Stad nemen maatregelen tegen luchtvervuiling. Om de smog in de Mexicaanse hoofdstad terug te dringen moeten de inwoners minstens één dag per week hun auto laten staan.
- De regering-Obama brengt tien Guantánamo Bay-gevangenen over naar ten minste twee verschillende landen.
- Uit onderzoek van een Oekraïens kenniscentrum in Kiev komt naar voren dat het associatieverdrag tussen de Europese Unie en Oekraïne resulteert in een langdurige economische neergang in het Oost-Europese land.
- Een meerderheid in de Argentijnse senaat stemt in met het akkoord dat de Argentijnse regering sloot met zijn Amerikaanse schuldeisers over terugbetaling van de 14 jaar oude staatsschuld.
- In de Indiase stad Kolkata vallen tientallen doden door het instorten van een brug.
- In de Amerikaanse stad Washington gaat de vierde editie van de Nuclear Security Summit van start, die in het teken staat van wereldwijde nucleaire veiligheid.
- Uit onderzoek van mensenrechtenorganisatie Amnesty International komt naar voren dat Turkije elke dag groepen Syriërs terugstuurt naar oorlogsgebied. Daarmee schendt het land volgens de mensenrechtenorganisatie internationale verdragen.
- Bij een bomaanslag op een politiebusje in het oosten van Turkije komen zeker zes leden van een speciale politie-eenheid om het leven. De Koerdische PKK eist de aanslag op.
- Bij luchtaanvallen bij de Syrische hoofdstad Damascus komen meer dan twintig mensen om het leven.
- In de Franse hoofdstad Parijs gaan duizenden mensen de straat op om protesteren tegen hervormingen van de arbeidsmarkt.

## Overleden
← · januari · februari · maart · april · mei · juni · juli · augustus · september · oktober · november · december ·  →